# Rogue Traders
I Rogue Traders sono stati un gruppo musicale di musica elettronica-pop rock australiano formatosi nel 2001 e attivo fino al 2010.

## Storia del gruppo
Il fondatore James Ash ha conosciuto l'altro membro originale Steve Davis a Londra nel 1989. Prima di formare la band, i due artisti hanno condiviso alcuni progetti come DJ. Nel 2001, a Melbourne, hanno ufficialmente dato avvio al gruppo Rogue Traders, che prende il nome dal film Rogue Trader del 1999.
Nel 2004 l'attrice di soap Natalie Bassingthwaighte è diventata vocalist del gruppo e oltre a lei si è inserito anche il batterista Cameron McGlinchey. Questi ultimi due si sono sposati nel 2011; tuttavia entrambi sono rimasti nella band solo fino al 2008. 
Nel 2009 sono entrati in formazione Mindi Jackson, Peter Marin e Tim Henwood.
La band si è sciolta dopo le registrazioni del quarto album, nel 2010.
Il gruppo ha inciso diversi brani di successo in Australia come One of My Kind, Voodoo Child, Way to Go!, Watching You, We're Coming Home e I Never Liked You. Nel 2003 hanno vinto un ARIA Awards con One of My Kind nella categoria "miglior pubblicazione dance".
Hanno ottenuto altre nove nomination a questo premio dal 2003 al 2006.
Hanno anche vinto un MTV Australia Awards nel 2006 ("miglior video dance" per Voodoo Child).

## Membri
- James Ash (2002-2010)
- Steve Davis (2002-2005)

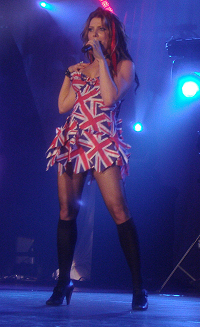
Natalie Bassingthwaighte nel 2006

- Natalie Bassingthwaighte (2004-2008)
- Cameron McGlinchey (2005-2008)
- Tim Henwood (2006-2007; 2009-2010)
- Danny Spencer (2008)
- Mindi Jackson (2009-2010)
- Peter Marin (2009-2010)

## Discografia
Album studio
- 2003 - We Know What You're Up To
- 2005 - Here Come the Drums
- 2007 - Better in the Dark
- 2011 - Night of the Living Drums

Raccolte
- 2011 - The Sound of Drums